# Gueto de Lodz
El gueto de Lodz o gueto de Łódź (en alemán, Litzmannstadt) fue establecido por los nazis en Reichsgau Wartheland, en la Polonia ocupada, 1940. Era el segundo gueto más grande después del de Varsovia. Fue creado para congregar a judíos y gitanos. Emplazado en la ciudad de Łódź, a 120 km al suroeste de Varsovia, en el centro de Polonia, originalmente fue pensado como un punto de concentración de población hebrea, transformándose con el tiempo en un importante centro industrial, proporcionando suministros para la maquinaria de guerra alemana.
Debido a su extraordinaria productividad, el gueto logró sobrevivir hasta agosto de 1944, cuando la población restante fue deportada a Auschwitz, siendo el último gueto en Polonia. Se cerró el 19 de enero de 1945 con la llegada de los soviéticos.

## Historia

Plano del gueto de Łódź.

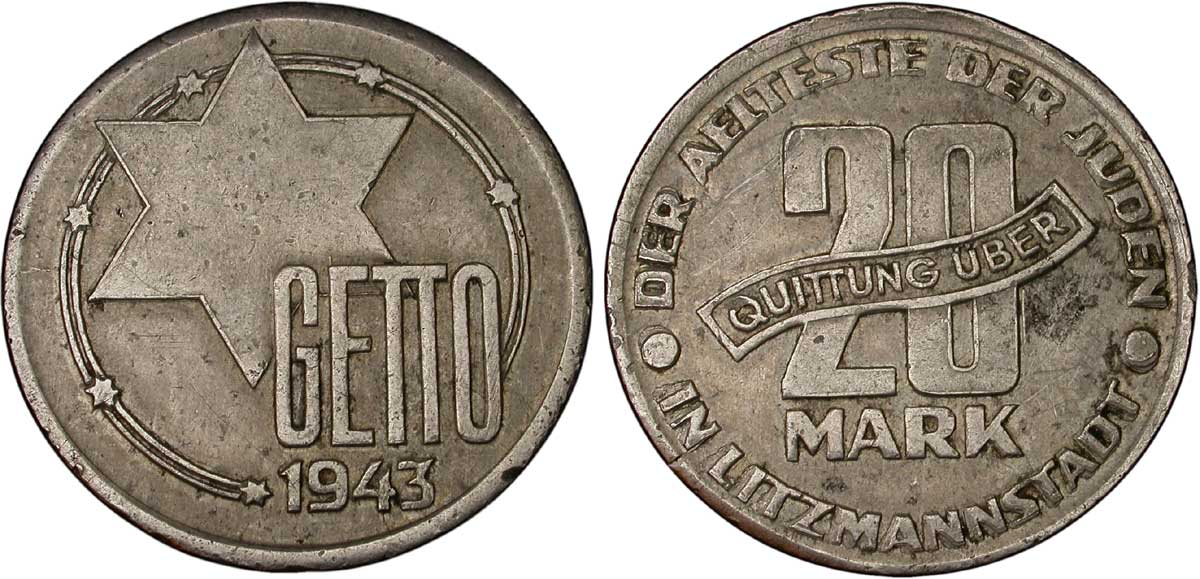
Gueto de Łódź

Cuando las fuerzas alemanas ocuparon Lodz, en septiembre de 1939, la ciudad tenía una población de 672 000 personas, siendo más de un tercio de ellos judíos (233 000). Lodz fue anexada directamente a la región alemana Wartheland, siendo rebautizada como Litzmannstadt en honor de un general alemán Karl Litzmann, que había dirigido las fuerzas alemanas en la zona en 1914, durante la Primera Guerra Mundial. Como tal, la ciudad fue sometida a un proceso de arianización: la población judía debía ser expulsada a la zona del Gobierno General; y la población polaca se vio notablemente reducida y transformada en mano de obra esclava.
La primera mención de la creación de un gueto aparece en una resolución de 10 de diciembre de 1939, que hablaba de un punto de encuentro temporal para los judíos de la ciudad, para facilitar el proceso de deportación. Antes del 1 de octubre de 1940 la deportación debería haber sido completada, y la ciudad haber sido Judenfrei (libre de judíos).

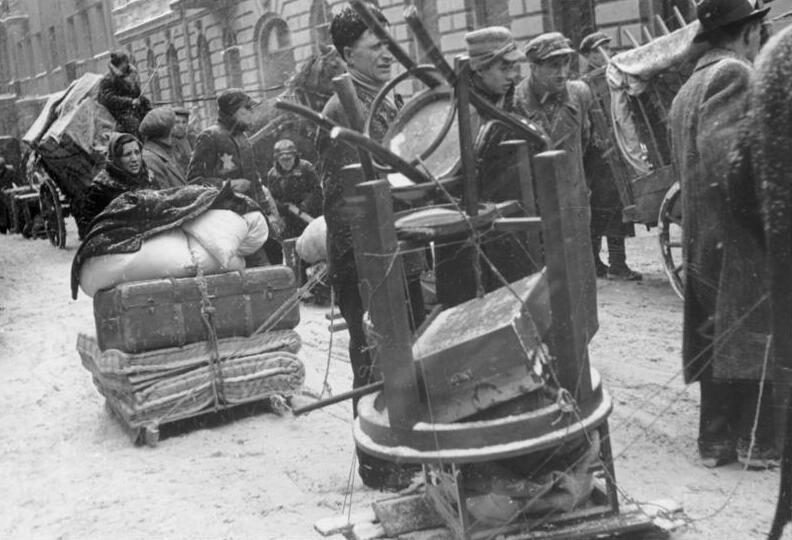
Judíos de Lodz, durante su relocalización en 1940.

El 8 de febrero de 1940, se limitó la residencia de los judíos a las calles de la Ciudad Vieja y del barrio Baluty, las zonas que más tarde se convertirían en el gueto. El 1 de marzo, un pogromo organizado por los nazis, en el que murieron muchos judíos, aceleró la reubicación. Durante los próximos dos meses, fueron construidos cercos de madera y de alambre de púas, alrededor de la zona, aislando a los judíos del resto de la ciudad. Los judíos fueron oficialmente cerrados en el gueto el 1 de mayo de ese año.
Dado que decenas de miles de judíos habían alcanzado a huir de Lodz, la población del gueto a su creación era de 164 000. Aunque en años posteriores recibirían a judíos deportados de distintos lugares de Europa central y occidental, de lugares tan lejanos como Luxemburgo. En el gueto, además, fue deportada una pequeña comunidad gitana.
Para asegurarse de que no hubiera ningún tipo contacto entre la población del gueto y la del resto de la ciudad, se designaron dos unidades alemanas de policía, para patrullar el perímetro del gueto. Mientras que al interior del gueto, se creó una fuerza de policía judía para tratar de impedir los intentos de fuga. Cualquier judío que fuese capturado fuera del gueto podía, por ley, ser ejecutado en el acto. El 10 de mayo de 1940 entró en vigor la prohibición de cualquier contacto comercial entre los judíos y no judíos, bajo pena de muerte.
En otros guetos en Polonia, se desarrolló toda una economía escondida basada en el contrabando de alimentos y productos manufacturados, entre el gueto y el mundo exterior. En Lodz, sin embargo, esto era prácticamente imposible, y los judíos eran  totalmente dependientes de las autoridades alemanas para obtener alimentos, medicinas y otros suministros vitales. Para agravar la situación, la única moneda de curso legal en el gueto era una moneda creada especialmente para este fin.

## Primeras deportaciones

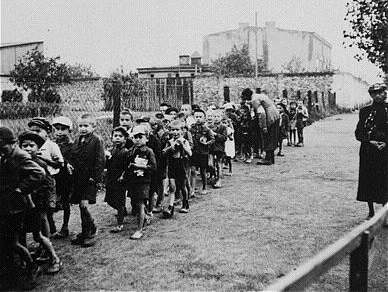
Deportación de niños del gueto de Łódź.

El hacinamiento en el gueto fue incrementado por la deportación de unas 40 000 personas provenientes de las zonas circundantes, así como de otras partes de Alemania, de Luxemburgo y del Protectorado de Bohemia y Moravia, en particular de Terezín. El 20 de diciembre de 1941, el jefe del Judenrat (Consejo Judío) Rumkowski anunció que 20 000 judíos iban a ser deportados del gueto, seleccionados por el Judenrat entre delincuentes, personas que se negaban a trabajar y personas que se aprovecharon de los refugiados que llegan en el gueto.
Los primeros deportados fueron enviados a Chelmno, el primero de los campos de exterminio, donde fueron asesinados con monóxido de carbono de unos camiones conocidos como Gaswagen (las cámaras de gas aún no se habían construido). Antes del 15 de mayo de 1942, se estima que 55 000 personas habían sido deportadas.
No obstante, hacia septiembre, Rumkowski y los habitantes del gueto habían aprendido que la deportación significaba la muerte. Habían presenciado el ataque alemán en un hospital de niños, cuando todos los pacientes fueron detenidos y puestos en camiones (algunos realmente lanzados desde las ventanas), y nunca más se los volvió a ver. Una nueva orden alemana exigía que 20.000 niños judíos fueran entregados para su deportación, surgió un encendido debate en el gueto sobre quién debía ser entregado. Después de considerar las opciones, Rumkowski se convenció de que la única posibilidad de supervivencia consistía en continuar siendo productivos para el Reich.

## El gueto en 1944

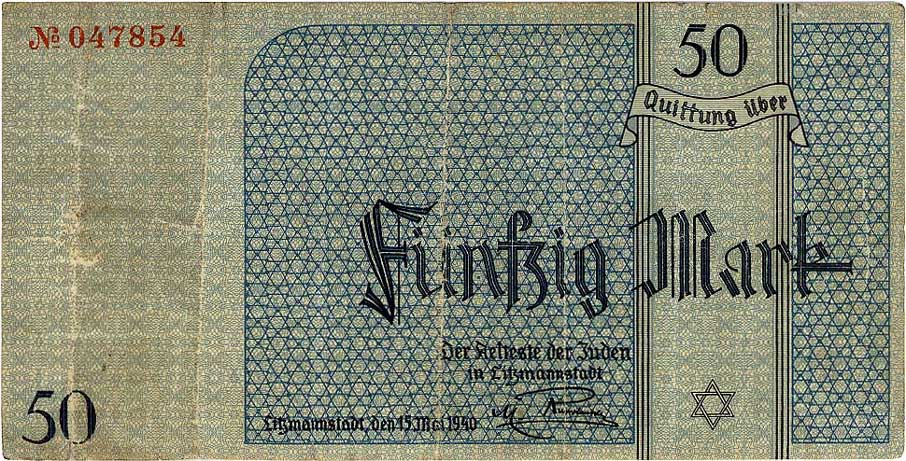
Billete de 50 marcos del gueto de Lodz con la firma de Rumkowski.

Durante el año y medio sucesivo parecía que Rumkowski había logrado salvaguardar a la mayor parte de la población del gueto, pues las deportaciones se detuvieron luego de la entrega de los niños.
Hacia 1944 el gueto de Lodz, con 70 000 habitantes, era el que congregaba el mayor número de judíos en toda Europa Oriental, habiéndose transformado virtualmente en un gran Campo de Trabajo, donde la supervivencia dependía únicamente de la capacidad de trabajar. Las escuelas y los hospitales fueron clausurados, estableciéndose nuevas fábricas, entre las que se incluían fábricas de armamentos.
Por otra parte, a comienzos de la primavera de 1944 el contraataque del Ejército soviético se encontraba a apenas unas decenas de kilómetros de distancia de Lodz y parecía que los supervivientes del gueto se habrían salvado. Sin embargo, repentinamente, los soviéticos detuvieron su avance, reanudándolo recién el 22 de junio, cuando dieron inicio a la ofensiva bielorrusa.

## La clausura del gueto

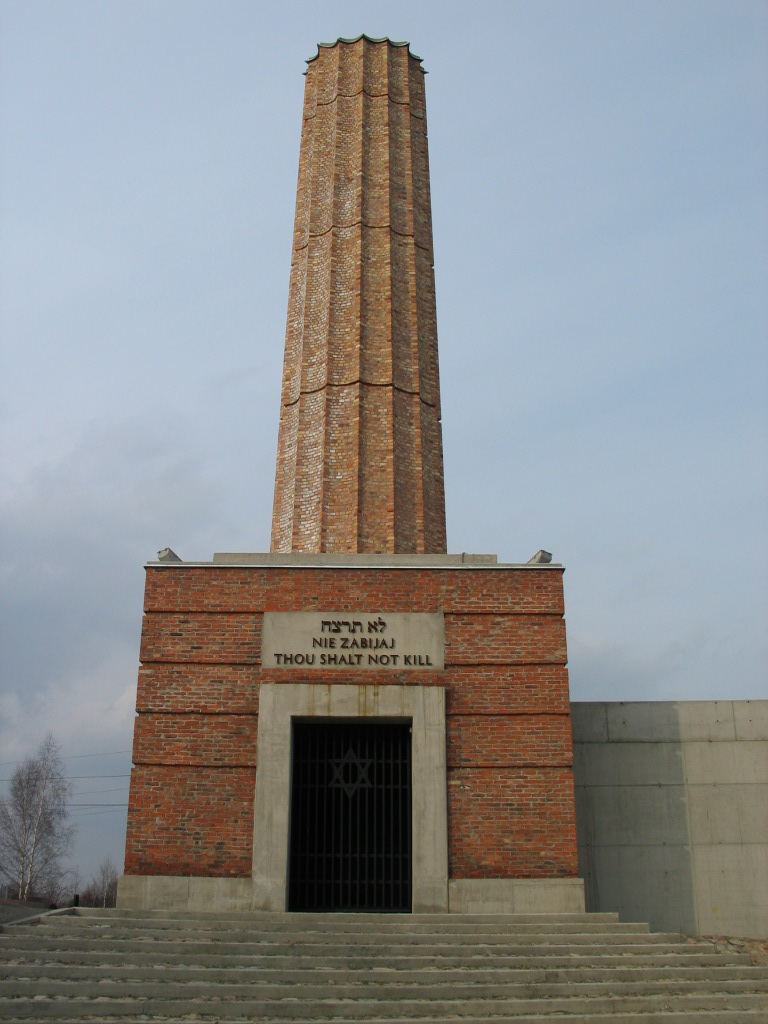
Monumento conmemorativo de las víctimas del gueto de Lodz.

El destino final del gueto de Lodz, había sido objeto de debate entre los jerarcas nazis ya desde 1943. Heinrich Himmler había solicitado la liquidación final del gueto, trasladando al puñado de trabajadores restantes a un campo de concentración en las afueras de Lublin, mientras que el ministro de Armamento Albert Speer, abogaba por la continuidad del gueto como una fuente de mano de obra barata, especialmente necesario en el momento que la guerra había comenzado a ser adversa para Alemania.
En el verano de 1944, se decidió finalmente comenzar con la liquidación gradual de la población restante. Del 23 de junio al 15 de julio, cerca de 7000 judíos fueron deportados al campo de exterminio de Chelmno, donde fueron asesinados. Con las tropas soviéticas cada vez más cerca, se decidió para el transporte de los judíos restantes, incluido Rumkowski, a Auschwitz. El 28 de agosto de 1944, Rumkowski y su familia fueron asesinados en Auschwitz.
La liquidación del gueto de entonces comenzó rápidamente, sea a campos de exterminio o a instalaciones industriales, quedándose tan solo 900 personas, para limpiar el gueto, las cuales sobrevivieron hasta que el ejército soviético liberó Lodz el 19 de enero de 1945. En total, sólo 10 000 de los 204 000 judíos que pasaron por el gueto de Lodz sobrevivieron a la guerra.